# Đảng Dân chủ (Việt Nam Cộng hòa)
Đảng Dân chủ (tên gọi ban đầu: Liên minh Dân tộc Cách mạng Dân chủ Xã hội, Liên minh Tự do Dân chủ) là một chính đảng Quốc gia tồn tại và hoạt động tại nước Việt Nam Cộng hòa từ 1967 đến 1969 do cựu Trung tướng Nguyễn Văn Thiệu thành lập vào năm 1967 tại nơi thủ đô Sài Gòn nhằm mục đích tham gia cuộc tuyển cử 1967 một cách hợp hiến. Năm 1969, chính đảng này giải tán và được thay thế bởi Mặt trận Quốc gia Dân chủ Xã hội.

## Lịch sử
Đảng Dân chủ được Trung tướng Nguyễn Văn Thiệu thành lập vào năm 1967 chỉ để danh chính ngôn thuận bước lên ngôi vị Tổng thống trong cuộc bầu cử cùng năm (liên danh Dân chủ). Lá cờ của chính đảng này là nền vàng với một sao đỏ ở chính giữa như biểu tượng trái ngược với cờ đỏ sao vàng của Việt Nam Dân chủ Cộng hòa,

### Nhân vật nổi bật
- Nguyễn Văn Thiệu: Chủ tịch Đảng
- Nguyễn Văn Hướng: Tổng thư ký
- Vũ Hữu Ruật: Phó Tổng thư ký
- Nguyễn Văn Ngân
- Nguyễn Cao Kỳ
- Nguyễn Văn Hiếu
- Nguyễn Văn Kiểu